# Белорусско-литовская граница

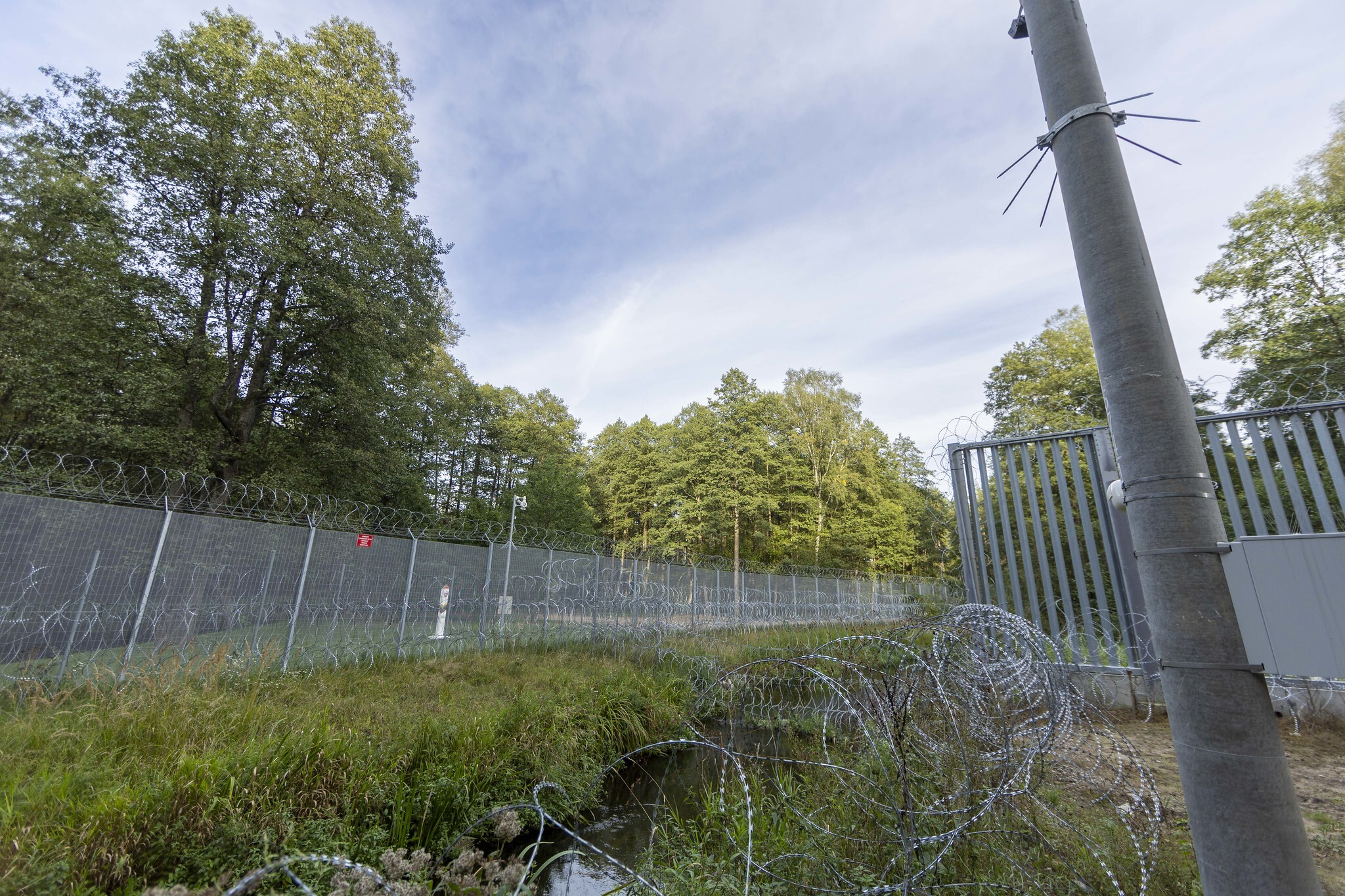
Литовский пограничный барьер (2023 г.)

Белорусско-литовская граница — государственная граница между Республикой Беларусь и Литовской Республикой протяжённостью 678,819 км. Начинается от тройного стыка границ с Республикой Польша на юго-западе и тянется до тройного стыка с Латвийской Республикой на севере. Является также и границей Евросоюза с Белоруссией, границей Шенгенcкой зоны с Белоруссией, границей Евросоюза с Союзным государством и границей Шенгенской зоны с Союзным государством.
Современная граница стала государственной после распада СССР, когда Белорусская ССР и Литовская ССР стали независимыми. Граница была подтверждена договором о белорусско-литовской государственной границе от 6 февраля 1995 года.

## История

Формирование границ Литвы в XX в.

Первая попытка создания границы была предпринята согласно Московскому договору от 12 июля 1920 года. Согласно ему была определена государственная граница между РСФСР и Литвой; значительные территории с городами Гродно, Щучин, Ошмяны, Сморгонь, Браслав, Лида, Поставы, а также Виленский край с Вильно были признаны частью Литвы. По итогам советско-польской войны территория Литвы была поделена между Польшей и независимым Литовским государством, и белорусско-литовская граница перестала существовать.
Первая белорусско-литовская граница была создана в 1939 году, после объединения Западной Белоруссии с БССР. Она совпадала со старой литовско-польской границей. Согласно советско-литовскому договору от 10 октября 1939 года СССР передал Литве район Вильни и Ораны, а также узкий кусок земли в районе Свентян. После создания Литовской ССР 6 ноября 1940 года ЛитССР получила курорт Друскеники, города Свентяны (Швянчёнис) и Солечники (Шальчининкай), а также железнодорожную станцию Адутишкис с окрестными деревнями.
Такое состояние границы продержалось до получения обеими странами независимости, после чего была образована государственная граница.
Граница на всём протяжении отмечена на местности и оборудована техническими средствами контроля.
В июне 2021 года Литва обвинила белорусские власти в содействии нелегальному пересечению границы мигрантами из Ирака, Турции и других стран через белорусско-литовскую границу. 3 июля Литва объявила чрезвычайное положение из-за наплыва нелегальных мигрантов.
| Год                      | Численность нелегальных мигрантов, пересёкших белорусско-литовскую границу |
| ------------------------ | -------------------------------------------------------------------------- |
| 2017                     | 72                                                                         |
| 2018                     | 104                                                                        |
| 2019                     | 46                                                                         |
| 2020                     | 81                                                                         |
| 2021 (1 января — 7 июля) | 1416                                                                       |

Летом 2023 года Литвой были закрыты КПП «Шумскас» и «Тверячюс» в том числе из-за размещения в Белоруссии наемников ЧВК «Вагнер». По-прежнему работают пункты пропуска «Мядининкай» и «Шальчининкай», однако пешеходы и велосипедисты не могут пересекать границу на них.
В 2024 году властями Литвы было объявлено, что контрольно-пропускные пункты «Лаворишкес» и «Райгардас» будут закрыты с 1 марта на неопределенный срок до дальнейшего уведомления.

## Пограничные переходы
Перечень пунктов пропуска через Государственную границу Республики Беларусь был утверждён указом Президента Республики Беларусь от 10 мая 2006 года № 313.
| #  | Название                  | Тип перехода                               |
| -- | ------------------------- | ------------------------------------------ |
| 1  | Бенякони — Стасилос       | железнодорожный                            |
| 2  | Гудогай — Кяна            | железнодорожный                            |
| 3  | Бенякони — Шальчининкай   | автодорожный                               |
| 4  | Каменный Лог — Мядининкай | автодорожный                               |
| 5  | Привалка — Райгардас      | автодорожный                               |
| 6  | Котловка — Лаворишкес     | автодорожный                               |
| 7  | Лоша — Шумскас            | автодорожный (международный с 17.02.2017)  |
| 8  | Видзы — Твярячюс          | автодорожный (международный с апреля 2021) |
| 9  | Геранены — Кракунай       | пункт упрощённого пропуска                 |
| 10 | Дотишки — Эйшишкес        | пункт упрощённого пропуска                 |
| 11 | Кемелишки — Приенай       | пункт упрощённого пропуска                 |
| 12 | Клевица — Уряляй          | пункт упрощённого пропуска (закрыт)        |
| 13 | Лынтупы— Папялякис        | пункт упрощённого пропуска                 |
| 14 | Мольдевичи — Адутишкис    | пункт упрощённого пропуска                 |
| 15 | Петюлевцы — Ракай         | пункт упрощённого пропуска                 |
| 16 | Пицкуны — Норвилишкес     | пункт упрощённого пропуска                 |
| 17 | Поречье — Латежярис       | пункт упрощённого пропуска                 |
| 18 | Привалка — Швяндубре      | пункт упрощённого пропуска                 |

## Пограничные регионы
Регионы Белоруссии, граничащие с Литвой:
- Витебская область
- Гродненская область

 Регионы Литвы, граничащие с Белоруссией:
- Алитусский уезд
- Вильнюсский уезд
- Утенский уезд